# Actinocephalus
Actinocephalus é um gênero de plantas da família Eriocaulaceae, descrito em 2004. Todas as cerca de 50 espécies do gênero são endêmicas do Brasil, sendo conhecidas popularmente como sempre-viva, chuveirinho, pepalanto, palipalan, capipoatinga, entre outras variações que designam as espécies da família.[carece de fontes?]
Anteriormente suas espécies faziam parte do gênero Paepalanthus, mas estudos recentes demostraram que os dois grupos são filogeneticamente distintos, sendo outra vez elevado a nível de gênero pelo pesquisador Paulo Takeo Sano.
Entre as espécies mais comuns no Brasil está a sempre-viva-de-mil-flores , amplamente distribuída por vários estados do país.

## Características
As folhas são organizadas em roseta. Suas inflorescências são redondas, geralmente da cor branca e seguradas por pequenos e finos "cabinhos", chamados de escapos. Por sua vez, os escapos se organizam sempre em formato semelhante a "bolas" ou "chuveirinhos", chamados de umbelas, que são seguradas por vários "caules". Esta última característica é típica do gênero e o diferencia do gênero Paepalanthus e demais Eriocauláceas.
Assim como as espécies de Paepalanthus, são plantas que costumam viver em ambientes pobres em nutrientes e ensolarados, como campos rupestres e campos de altitude. Algumas espécies também vivem nas restingas litorâneas do Brasil, como acontece com Actinocephalus polyanthus e Actinocephalus ramosus.

## Espécies[carecede fontes?](lista atualizada e incompleta)

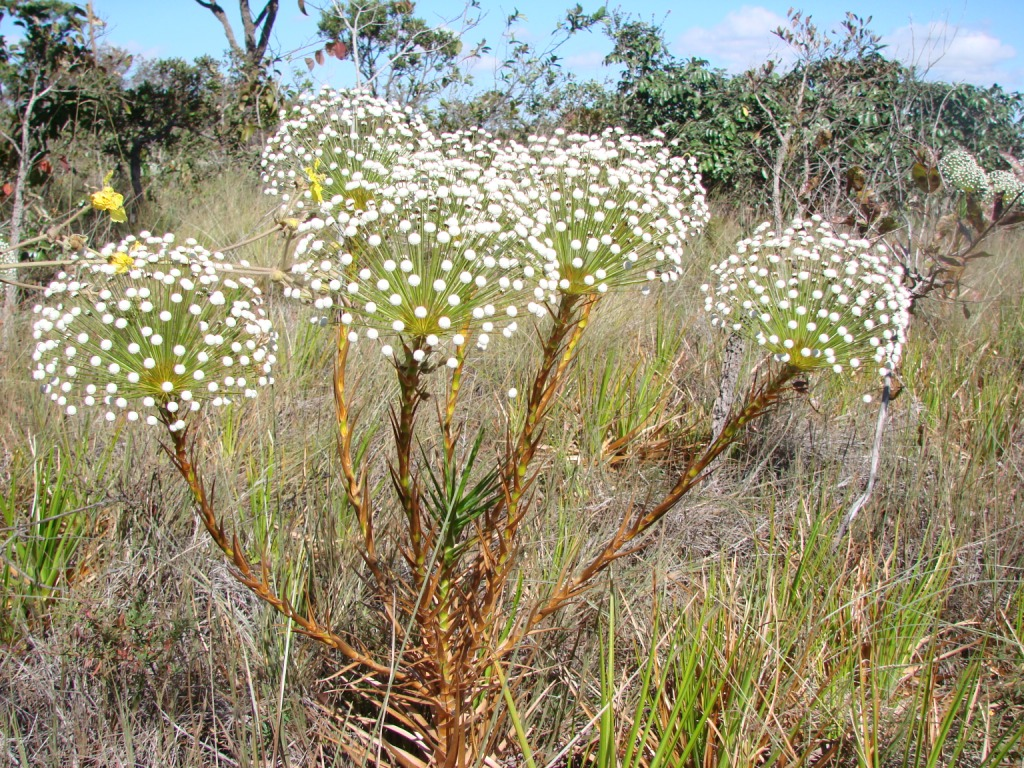
Várias inflorescências em formato de "bola" (umbela) numa mesma planta.e suportadas por "caules". Característica do gênero Actinocephalus e que o diferenciam de Paepalanthus.

1. Actinocephalus aggregatus F.N.Costa - Minas Gerais
2. Actinocephalus bongardii (A.St.-Hil.) Sano - Leste e sudeste do Brasil
3. Actinocephalus brachypus (Bong.) Sano - Minas Gerais
4. Actinocephalus cabralensis (Silveira) Sano - Minas Gerais
5. Actinocephalus callophyllus (Silveira) Sano - Minas Gerais
6. Actinocephalus ciliatus (Bong.) Sano - Minas Gerais, Rio de Janeiro
7. Actinocephalus cipoensis (Silveira) Sano - Minas Gerais
8. Actinocephalus claussenianus (Körn.) Sano - Leste e sudeste do Brasil
9. Actinocephalus compactus (Gardner) Sano - Minas Gerais
10. Actinocephalus coutoensis (Moldenke) Sano - Minas Gerais
11. Actinocephalus deflexus F.N.Costa - Minas Gerais
12. Actinocephalus delicatus Sano - Minas Gerais
13. Actinocephalus denudatus (Körn.) Sano - Minas Gerais
14. Actinocephalus diffusus (Silveira) Sano - Minas Gerais
15. Actinocephalus divaricatus (Bong.) Sano  - Minas Gerais
16. Actinocephalus falcifolius (Körn.) Sano - Minas Gerais, Bahia
17. Actinocephalus fimbriatus (Silveira) Sano - Minas Gerais
18. Actinocephalus giuliettiae Sano - Minas Gerais
19. Actinocephalus glabrescens (Silveira) Sano - Minas Gerais
20. Actinocephalus graminifolius F.N.Costa - Minas Gerais
21. Actinocephalus herzogii (Moldenke) Sano - Bahia
22. Actinocephalus heterotrichus (Silveira) Sano - Minas Gerais
23. Actinocephalus ithyphyllus (Mart.) Sano - Minas Gerais
24. Actinocephalus koernickeanus Trovó & F.N.Costa - Minas Gerais
25. Actinocephalus nodifer (Silveira) Sano - Minas Gerais
26. Actinocephalus ochrocephalus (Körn.) Sano - Bahia
27. Actinocephalus pachyphyllus (Körn.) F.N.Costa, Trovó & Echtern. - Minas Gerais
28. Actinocephalus polyanthus (Bong.) Sano - Leste e sudeste do Brasil
29. Actinocephalus ramosus (Wikstr.) Sano - Leste do Brasil
30. Actinocephalus rigidus (Bong.) Sano - Minas Gerais
31. Actinocephalus robustus (Silveira) Sano - Minas Gerais
32. Actinocephalus stereophyllus (Ruhland) Sano - Minas Gerais
33. Actinocephalus verae Sano & Trovó - Minas Gerais